# Fläktkonverter
Fläktkonverter är en lös fläktmodul att sätta på vattenburna radiatorer. Fläktkonvertern ökar radiatorns effekt utan att behöva höja temperaturen på radiatorn. Fläktkonvertern omvandlar en vanlig radiator till en fläktkonvektor, dock utan ingrepp i radiatorkretsen.